# Мостовка (Бурятия)
Мосто́вка — село в Прибайкальском районе (Забайкальский край, Красночикойский район). Административный центр сельского поселения «Мостовское».

## География
Село Мостовка — самый западный населённый пункт района. Находится на речке Мостовке, на левобережье реки Селенги (в 1 км к югу от основного русла), по северной стороне федеральной автомагистрали Р258 "Байкал", южнее которой (параллельно ей) проходит Транссибирская магистраль — к юго-западу от села расположен остановочный пункт Мостовка. Ближайшая ж/д станция — Таловка (10 км). Расстояние до Улан-Удэ — 75 км, до районного центра, села Турунтаево — 48 км.

## История
Упоминается в списке 1735 года Г. Ф. Миллера как однодворка, основанная около 1731 года.
Село сильно пострадало во время наводнения на Селенге летом 1830 года. Было разрушено множество домов беднейших жителей.

## Население
| 2002 | 2010 |
| ---- | ---- |
| 944  | ↘889 |

## Инфраструктура
Основная общеобразовательная школа, дом культуры, библиотека, фельдшерский пункт.

## Экономика
Мостовский свиноводческий комплекс.

## Достопримечательности

### Церковь Параскевы Пятницы
Церковь Параскевы Пятницы  —  православный храм,  относится к Улан-Удэнской епархии Бурятской митрополии Русской православной церкви.  